# SH-04E
docomo with series AQUOS PHONE EX SH-04E（ドコモ ウィズシリーズ アクオスフォン イーエックス エスエイチゼロヨンイー）は、シャープによって開発された、NTTドコモの第3.9世代移動通信システム（Xi）と第3世代移動通信システム（FOMA）とのデュアルモード端末である。docomo with seriesのひとつ。

## 概要
AQUOS PHONE si SH-01Eの事実上の後継機種。SH-01E同様女性ユーザーを重視しているが、やや大型化し、新たにクアッドコアCPUを搭載するなど大幅にスペックアップしている。ディスプレイ解像度とバッテリー容量以外は同時期発売の他社のフラッグシップモデルと互角のスペックを誇る。
大型の4.5インチHDディスプレイを採用しながらも狭額縁設計により横幅はわずか64mm。背面の緩やかなカーブと相まって手の小さな女性でも扱いやすい。
本体下部に色やパターンの変更が可能なイルミネーションを装備している。スマートフォンは単純な通知ランプを装備した機種がほとんどで、通知ランプすらない機種も存在する中、フィーチャーフォンのように凝ったイルミネーションは、本機の外見を印象付ける特徴である。
シャープと資生堂が共同開発した「ビジンメークナビ」と呼ばれるアプリがプリインストールされていて、裏面照射型CMOSセンサーを搭載したインカメラを自分の顔に向けるだけで、画面上で資生堂から発売されているトータルメーキャップブランド「MAQuillAGE（マキアージュ）」の実際の製品を利用してのバーチャルメークを体験できる。
バッテリー容量は2000mAhで、取り外し可能。バッテリー容量自体はさほど多くないが、液晶画面などシャープ独自の省エネ技術により連続通話時間はかなり長い。ユーザーがカスタマイズできる省エネアプリ「エコ技」も搭載されている。さらに本体はもちろん、電池単体でもおくだけ充電に対応している。
NFC決済に対応しており、ドコモ ピンクminiUIMを使用することでType A/Bでの決済に対応する(出荷時から対応済み)
なお、AQUOS PHONE ZETA SH-02Eと異なりNOTTVには非対応のほか、無線LANの5GHz帯（IEEE802.11a/n）に対応しておらず、IGZO液晶は搭載していない。反対に、SH-02EはQ1
に対応していない他、バッテリーの取り外し自体ができない

## 主な機能
| 主な対応サービス                                 | 主な対応サービス                         | 主な対応サービス                       | 主な対応サービス                                            |
| ------------------------------------------------ | ---------------------------------------- | -------------------------------------- | ----------------------------------------------------------- |
| タッチパネル／加速度センサー                     | Xi／FOMAハイスピード                     | Bluetooth                              | DCMX／おサイフケータイ／NFC／かざしてリンク／赤外線／トルカ |
| ワンセグ／モバキャス                             | メロディコール                           | テザリング                             | WiFi IEEE802.11b/g/n                                        |
| GPS                                              | ドコモメール／電話帳バックアップ         | デコメール／デコメ絵文字／デコメアニメ | iチャネル                                                   |
| エリアメール／ソフトウェアーアップデート自動更新 | デジタルオーディオプレーヤー(WMA)(MP3他) | GSM／3Gローミング（WORLD WING）        | フルブラウザ／Flash Player                                  |
| Google Play／dメニュー／dマーケット              | Gmail／Google Talk／YouTube／Picasa      | バーコードリーダ／名刺リーダ           | ドコモ地図ナビ／Google Maps／ストリートビュー               |

## 歴史
- 2013年1月22日 - NTTドコモより発表。
- 2013年1月23日 - 事前予約開始。
- 2013年1月25日 - 発売開始。

## アップデート・不具合など
2013年5月29日のアップデート
- カメラ起動時、インカメラに切り替えてセルフタイマーを設定し、撮影を行うと、カメラが強制終了する不具合を修正する
- ビルド番号が01.00.01、01.00.02から01.00.03になる。

2013年2月25日のアップデート
- タッチパネル操作後に画面が点灯し続ける場合がある不具合を修正する。
- ブラウザでファイルをダウンロードする際に、まれにダウンロードに失敗する場合がある不具合を修正する。

2013年6月27日のアップデート
- メッセージアプリを横画面で使用時、送信ボタンを押下してもSMSが送信されない場合がある不具合を修正する。
- ビルド番号が01.00.01、01.00.02、01.00.03から01.00.04になる。

2014年2月17日のアップデート
- 画面OFFの状態で放置すると、まれに携帯電話（本体）が再起動をする場合がある不具合を修正する。
- 正常に読取可能なmicroSDカードを挿入しても、通知バーに「microSDカードが予期せず取り外されました」と繰り返し表示される場合がある不具合を修正する。
- ビルド番号が01.00.01、01.00.02、01.00.03、01.00.04から01.00.06になる。

2014年10月31日のアップデート
- Wi-Fi利用時に使用環境によっては、インターネット接続に失敗する場合がある不具合を修正する。
- ビルド番号が01.00.01、01.00.02、01.00.03、01.00.04、01.00.06から01.00.08になる。